# Фольи, Романо
Романо Фольи (итал. Romano Fogli; 21 января 1938, Санта-Мария-а-Монте, Тоскана — 21 сентября 2021, Санта-Мария-а-Монте, Тоскана) — итальянский футболист, полузащитник. По завершении игровой карьеры — футбольный тренер. В качестве игрока прежде всего известен выступлениями за команды «Болонья» и «Милан», а также национальную сборную Италии. В составе «Болоньи» чемпион Италии. В составе «Милана» обладатель Кубка европейских чемпионов и Межконтинентального кубка.

## Биография
Воспитанник футбольной школы клуба «Торино». Профессиональную футбольную карьеру начал в 1955 году в основной команде «Торино», в которой провёл три сезона, приняв участие в 49 матчах чемпионата.
Своей игрой привлёк внимание представителей тренерского штаба «Болоньи», к составу которой присоединился в 1958 году. Сыграл за команду из Болоньи следующие десять сезонов своей игровой карьеры. Большую часть времени, проведённого в составе «Болоньи», был основным игроком команды. В составе «Болоньи» завоевал титул чемпиона Италии.
В течение 1968—1970 годов защищал цвета «Милана». За это время добавил к списку своих трофеев титул обладателя Кубка европейских чемпионов и Межконтинентального кубка. Завершил профессиональную игровую карьеру в клубе «Катания», за который выступал с 1970 по 1974 год.
В 1958 году дебютировал в официальных матчах в составе национальной сборной Италии. В составе сборной был участником чемпионата мира 1966 года в Англии.

## Статистика
| Сезон            | Клуб             | Чемпионат | Чемпионат | Чемпионат |
| Сезон            | Клуб             | Лига      | Матчей    | Голов     |
| ---------------- | ---------------- | --------- | --------- | --------- |
| 1955-56          | «Торино»         | A         | 2         | 0         |
| 1956-57          | «Торино»         | A         | 16        | 0         |
| 1957-58          | «Торино»         | A         | 31        | 1         |
| 1958-59          | «Болонья»        | A         | 30        | 1         |
| 1959-60          | «Болонья»        | A         | 29        | 0         |
| 1960-61          | «Болонья»        | A         | 27        | 0         |
| 1961-62          | «Болонья»        | A         | 30        | 0         |
| 1962-63          | «Болонья»        | A         | 27        | 0         |
| 1963-64          | «Болонья»        | A         | 33        | 1         |
| 1964-65          | «Болонья»        | A         | 30        | 0         |
| 1965-66          | «Болонья»        | A         | 27        | 1         |
| 1966-67          | «Болонья»        | A         | 27        | 2         |
| 1967-68          | «Болонья»        | A         | 25        | 1         |
| 1968-69          | «Милан»          | A         | 23        | 3         |
| 1969-70          | «Милан»          | A         | 20        | 2         |
| 1970-71          | «Катания»        | A         | 26        | 1         |
| 1971-72          | «Катания»        | B         | 30        | 2         |
| 1972-73          | «Катания»        | B         | 34        | 0         |
| 1973-74          | «Катания»        | B         | 23        | 0         |
| Всего за карьеру | Всего за карьеру |           | 490       | 13        |

## Достижения
- Обладатель Кубка Митропы:

«Болонья»: 1961
- Чемпион Италии:

«Болонья»: 1963/64
- Обладатель Кубка европейских чемпионов:

«Милан»: 1968/69
- Обладатель Межконтинентального кубка:

«Милан»: 1969